# وادي مونيومنت

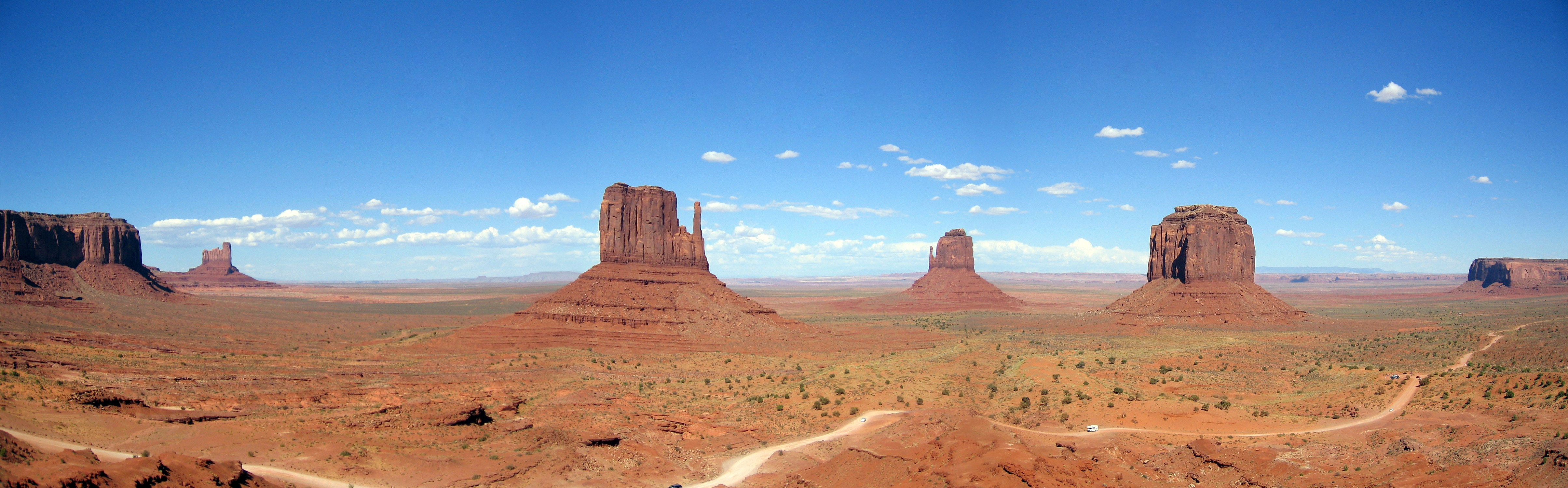
بانوراما لمونومنت فالي

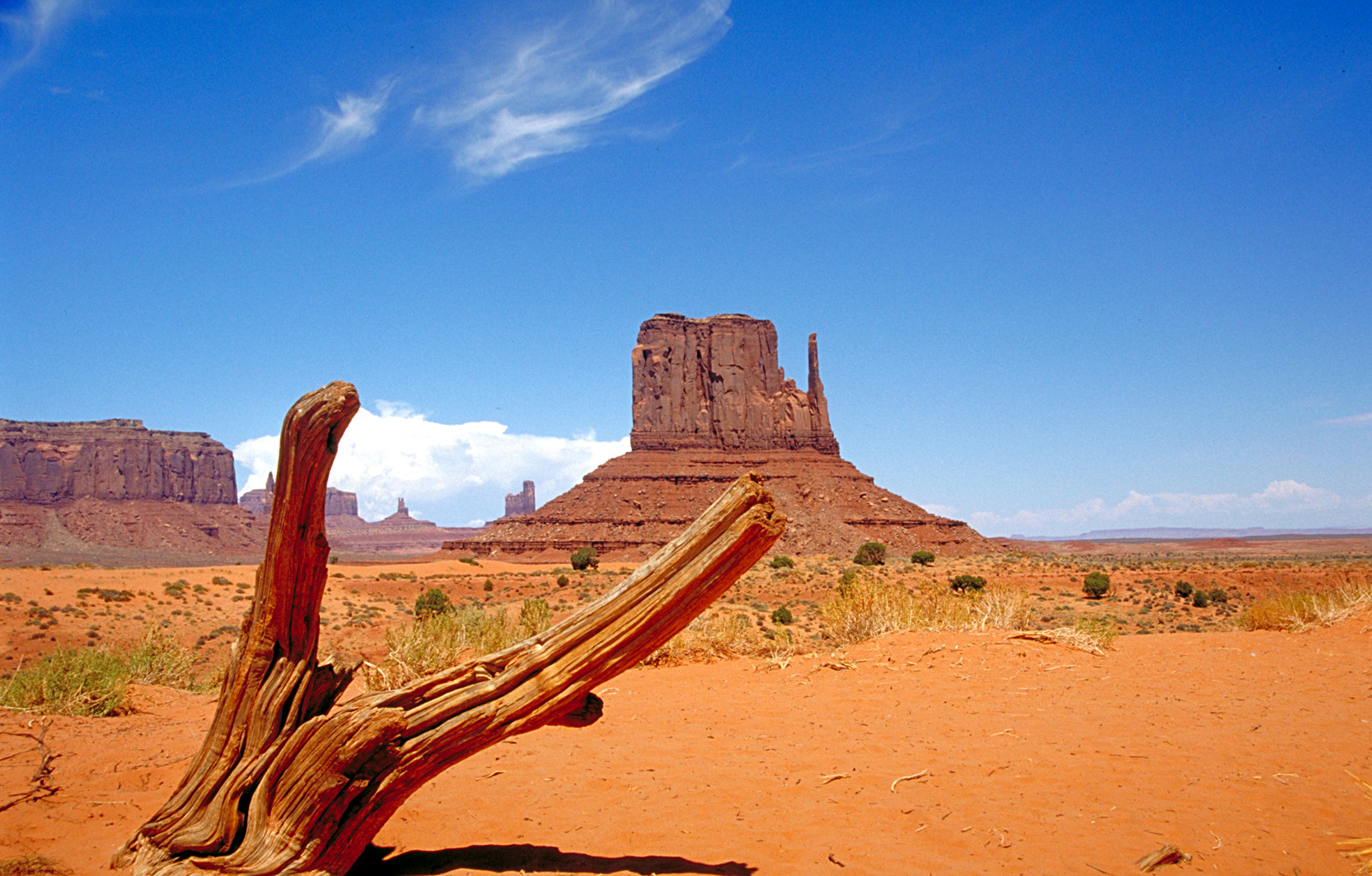
مونومنت فالي

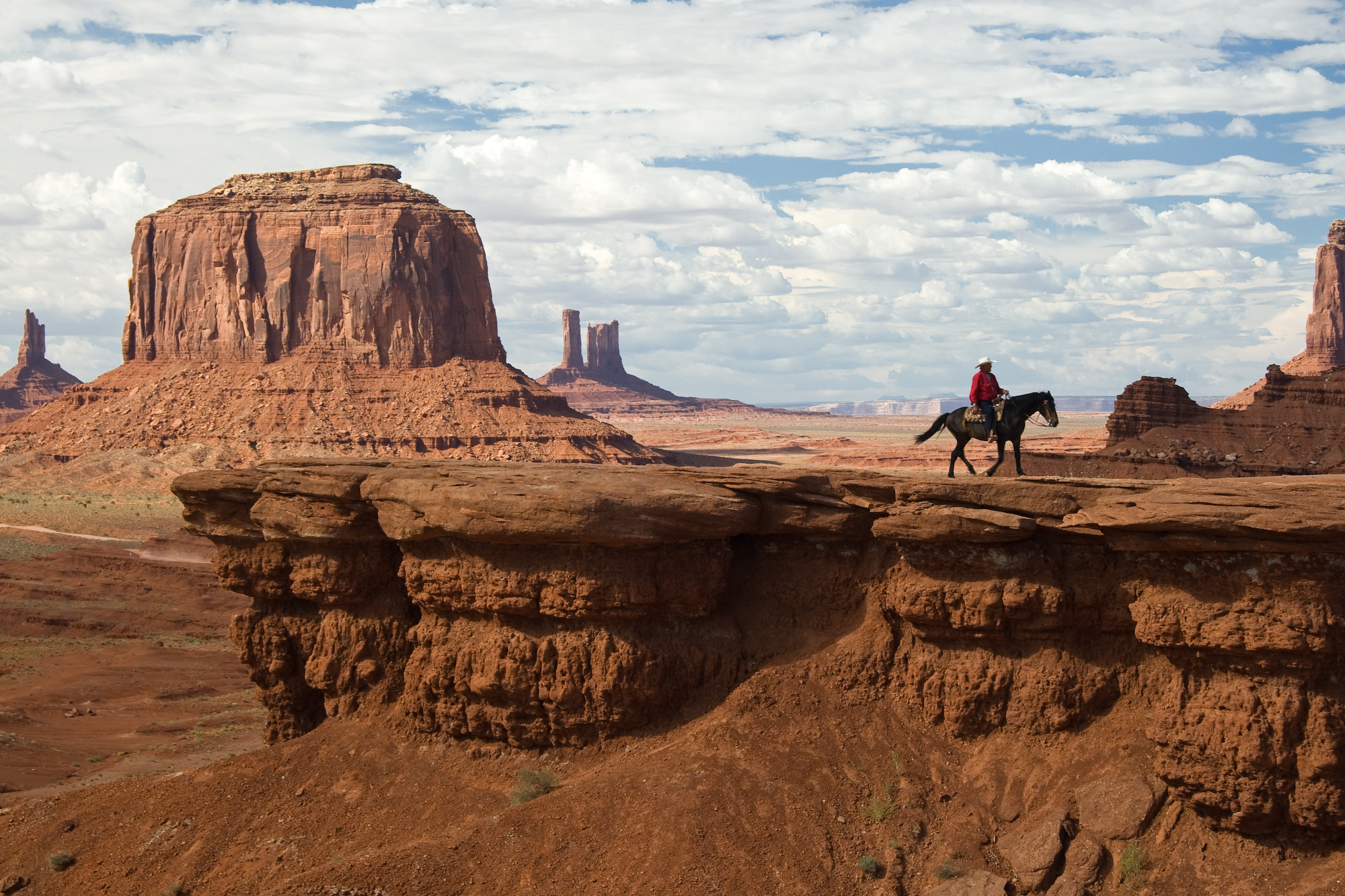
راعي بقر على قمة صخرة

وادي مونيومنت (بالإنجليزية: Monument Valley)‏ وادي النُصُب أو وادي المعالم: هو موقع طبيعي لافت للنظر بشكله الجيولوجي وموقعه في الولايات المتحدة على الحدود بين ولايتي «أريزونا» و«يوتاه»، بالقرب من «فور كورنرز». الموقع هو جزء من محمية «نافاجو» وهضبة «كولورادو». أقرب مدينة هي «غولدينغ». تسمى المنطقة من قبل قبيلة «نافاجو» «تسي بي ندزيسكاي» بمعنى «وادي من الصخور»..

## السياحة
يعد مونومنت فالي رسميًا منطقة كبيرة تضم الكثير من المنطقة المحيطة،
يمكن للزوار دفع رسوم الوصول والقيادة عبر المتنزه على طريق ترابي يبلغ طوله 17 كم (رحلة لمدة 2-3 ساعات). يمكن الوصول إلى أجزاء من مونومنت فالي، مثل وادي Mystery و Hunts Mesa، فقط عن طريق الجولات المصحوبة بمرشدين.

## الجغرافيا والجيولوجيا
المنطقة جزء من كولورادو بلاتو. يتراوح ارتفاع أرضية الوادي من 5000 إلى 6000 قدم (1500 إلى 1800 م) فوق مستوى سطح البحر. الأرضية عبارة عن طمي غليظ إلى حد كبير، أو الرمل، التي ترسبت من الأنهار المتعرجة التي نحتت الوادي. وينتج اللون الأحمر الزاهي للوادي من أكسيد الحديد المكشوف في حجر الطمي. وتحصل الصخور المظلمة باللون الأزرق الرمادي في الوادي على لونها من أكسيد المنجنيز.
من الواضح أن الطبقات تكون طبقية، مع ثلاث طبقات رئيسية. الطبقة الدنيا هي صخرة أورغان الصخري، والوسط هو حجر الرمل، والطبقة العليا هي تشكيل موينكوبي التي توجها شينامب تكتل. يشمل الوادي مباني حجرية كبيرة بما في ذلك «عين الشمس» الشهيرة.
بين عامي 1945 و 1967، تم استخراج الامتداد الجنوبي من مونومنت فالي التذكاري لليورانيوم، والذي يحدث في مناطق متفرقة من تكتل يرتبط الفاناديوم والنحاس باليورانيوم في بعض الرواسب.

## وصلات خارجية
- صور مونومنت فالي في ويكيميديا كومنز